# Anne Treisman
Anne Marie Treisman (født 27. februar 1935 som Anne Marie Taylor, død 10. februar 2018) var en af de mest indflydelsesrige kognitive psykologer i verden. Hun revolutionerede den måde vi tænker på kognitive funktioner og menneskets hjerne. Hun argumenterede for, at man ikke kan kende hjernens formål uden at forstå, hvad den har udviklet sig til at kunne. Dette er kognitiv psykologis opgave at finde ud af. Hun opstiller kreative og stabile metoder til at undersøge hukommelse og opmærksomhed, som vælger, hvad vi perciperer i verden og skaber en individuel forståelse af verden.

## Opvækst og privatliv
Anne Marie Treisman blev født d. 27. februar 1935 som datter af franske Suzanne Touren og den engelske officer Percy Taylor. Familien flyttede til Kent to år efter Anne blev født. Da Anne var 11 år i 1948, flyttede familien til Berkshire, grundet farens job. Derfor startede Anne på Kendick pigeskole. Da hun var 15 år, skulle hun vælge A fag, og selvom Anne havde stor interesse for det naturvidenskabelige, faldt valget, grundet pres fra hendes far, på fransk, historie og latin. Senere blev hun optaget på College i Cambridge, hvor hun studerede moderne sprog. Efter at have færdiggjort en bachelor i fransk litteratur, startede hun på en bachelor i psykologi.
I 1960 blev Anne gift med Michael Treisman, en medstuderende på Cambridge. Med ham fik Anne 4 børn, Jessica i 1963, Daniel i 1964, Stephen i 1968 og Deborah i 1970. Parret blev skilt i 1976. Siden blev Anne gift med Daniel Kahneman, nobelprismodtager i økonomi, i 1978.

## Karriere og værker
1962 modtog Anne Treisman sin P.hd. i Filosofi og udgav ”Selektiv Attention and speech perception” fra Oxford University. Samme år begyndte hun at arbejde på Psykolingvistisk Forsknings Enhed på Oxford University. I 1966-1967 gæstede Anne og Micheal som forskere på Bell Labs i New Jersey. I 1969 udgav Anne en artikel i ”Psycological Review” om studier i fokuseret og delt opmærksomhed. Det ledte til at hun omkring 1970 begyndte arbejdet med visuel søgning.
Omkring 1978 flyttede Anne og Daniel Kahneman, efter at være blevet gift i 1978, til Vancouver og parret arbejdede på Vancouver University, og oprettede et laboratorie som studerede opmærksomhed.  
I 1986 flyttede Anne og Daniel til University of Californien, i Berkeley, i et laboratorie som blev kaldt ”Attention Lab”.
I 1993 flyttede parret sit arbejde til Princeton University, hvor de blev i 17 år. I 2010 trak Anne sig til på pension.

## Dæmpningsteorien

### Metoder
For at undersøge hvordan mennesker percipere information og for at undersøge auditiv opmærksomhed, kan man benytte flere metoder. Der bruges primært to opgaver, i den mest kendte opgave bedes forsøgspersonerne at gentage en af to beskeder, samtidigt med at beskeden afspilles. Denne opgave kaldes skygning. Det ses at forsøgspersonerne nemt kun at skygge den besked, de blev bedt om. Forsøgspersoner kunne dog intet fortælle om betydningen af den besked, de skulle ignorere, eksempel hvis sproget skiftede eller beskeden blev spillet baglæns. Til gængæld blev det straks opdaget hvis tonen skiftede, eller når der blev skiftet fra en mandsstemme til en kvindestemme. Hvis beskeden ændrede fysisk karakter, rapporterede forsøgspersonen som oftest ændringen.  

### Broadbent teorier og andre resultater som udgangspunkt
Broadbent fandt en flaskehals i bearbejdning af informationer. Dette tydede ifølge Broadbent på at, information sorteres på baggrund af informationens fysiske karakteristika, eksempelvis, hvilken sensorisk kanal (fx det venstre øre) informationen modtages. Broadbent udviklede derfor en model over filterteorien, hvor flaskehalsen var placeret tidligt i bearbejdningsprocesses. Ifølge modellen bliver al information, bearbejdet først parallelt og opbevaret i en sensorisk buffer, indtil informationen når flaskehalsen. Her sorterer et filter den overflødige information fra. Filteret kan dog kun sorterer efter simple fysiske karakteristika, såsom frekvens, intensitet og sensorisk kanal. Dette betyder at selve indholdet af informationen ikke har betydning.
Moray (1959) udførte et dikotisk forsøg, hvor man afspillede forsøgspersonens navn i den ignorerede besked. En tredjedel af forsøgspersonerne fortalte, at de havde hørt deres navn. I 1960 gentog Wedderburn, Broadbents oprindelige forsøg med en ændring. Her blev der præsenteret en talserie og en ordserie som dannede en meningsfuld sætning, i stedet for to talserier. Ordene bliv afspillet skiftevis til hvert øre. Alligevel rapporterede forsøgspersoner ordene for sig og tallene for sig. Dette tyder på, at filteret kan rettes mod det semantiske indhold af informationen og ikke kun mod en sensorisk kanal ad gangen.

### Treismans arbejde
I 1960 forsøgte Treisman at videreudvikle Broadbents filterteori og dermed forklare resultater som tyder på en anden sortering end filterteorien. Treismans teori foreskriver at filteret ikke er absolut, men blot dæmper for at irrelevant information bliver fuldt bearbejdet. Derfor er teorien kendt som dæmpningsteorien eller ”Attenuation Theory”.
Teorien foreskriver at al information, som opfattes af vores sanser, har mulighed for at blive bearbejdet nok til at meningen kan afkodes. Anne Treisman udviklede denne teori ved at opstille en række eksperimenter som undersøgte bearbejdning af information. Derved har selv den dæmpet information mulighed for at bliver opfattet, som er afgjort af to parametre. Vores tidligere erfaringer kan have indflydelse på om et dæmpet ord bliver opfattet. Ord som man ofte hører eller som har betydning for os, vil oftere blive opfattet selvom ordet er dæmpet. Desuden har konteksten betydninger for et ”skygget” ord sandsynlighed for at blive opfattet. Ord som passer ind i kontekst, er nemmere at opfatte end ord som ikke hænger sammen med det som tidligere er blevet sagt. Dette kan være med til at forklare hvorfor information som befinder sig i en ignoreret kanal, stadig kan afkodes. I 1967 kunne Treisman og Geffen påvise, at forsøgspersoner sjældent opfatter semantisk relevant information fra en ”skygget” besked. Dette tyder på at informationen ikke bliver bearbejdet på et meningsplan, da en sematisk interferens ellers ville forekomme ofte.

### Deutsch og Deutsch
I 1963 fortolkede Deutsch og Deutsch på Morays samt Gray og Wedderburns resultater. De argumentere for at selektionen først sker når man skal respondere, og at alt information bliver bearbejdet fuldt ud. Denne teori betegnes som senselektionsteori.

## Feature Integration Theory

### Resultater
Treisman og Gelade rapporterede i 1980 om en række søgningsforsøg. De fandt to tilsyneladende forskellige typer af søgning, som danner baggrund for teorien om integrering af egenskaber (FIT, ud fra Feature Integration theory). Ved den ene type søgning kan målgenstanden identificeres ud fra enkelte egenskaber, eksempelvis farven rød, hvis ingen andre elementer har denne farve. Dette kaldes egenskabssøgning og virker ofte som om at målgenstanden ”springer” ud af billedet. I den anden type søgning er målgenstanden defineret ud fra en bestemt kombination af egenskaber. Dette kaldes kombinationssøgning. Målgenstanden skal her helst besidde to unikke egenskaber, som gør den skiller sig ud fra resten. Når man måler reaktionstiden, er der stor forskel på de to typer søgning. Ved egenskabssøgning, blev der rapporterede reaktionstider på omkring 400 millisekunder, uanset antallet af distraktorer. Antallet af distraktorer har stor betydning på kombinationssøgning. For hvert ekstra element stiger reaktionstiden, og i Treisman og Gelades Eksperiment steg reaktionstiden 25 millisekunder per genstand, målt på 1-30 genstande.

### Teorien bag
Treisman forklarede denne forskel ved at de to typer søgning benytter to forskellige kognitive systemer. Et system bearbejder informationen parallelt, men bearbejder kun fysiske egenskaber som farve, form og luminans, altså egenskaberne hver for sig. Dette parallelle system betegnes som præopmærksomt. Med det andet system bearbejdes informationen serielt. Når man kigger på en genstand, binder systemet de enkelte egenskaber for genstanden sammen. Dette tager længere tid, da man skal se på en konkret genstand for at bestemme om den opfylder målkriterierne. Dette forklarer også hvorfor kombinationssøgning tager længere tid, hvis der er flere genstande i billedet.

### FIT-modellens indflydelse
Treisman og Gelades artikel fra 1980 er en af de mest citerede artikler inden for opmærksomhed, og FIT-modellen haft meget indflydelse på opmærksomhedsforskningen. Dog viste det sig hurtigt at ikke kun antallet af definerende egenskaber for målgenstanden, som afgøre om det bearbejdes parallelt eller serielt. Duncan og Humphreys (1989, 1992) fremhævede, at den afgørende faktor for sværhedsgraden, er ligheden mellem målgenstanden og distraktorerne samt ligheden interne mellem distraktorerne. Derved er det nemmere at finde målgenstanden adskiller sig meget fra distraktorerne, er det lettere at finde den. Hvis distraktorerne er forskellige, er det svære at finde målgenstanden.
Et yderligere problem for teorien opstod, da Nakayama og Silverman præsenterede resultater fra kombinationssøgning i 1968, hvor reaktionstiden ikke afhang af antallet af elementer. Forsøgspersonerne lod ikke til at behøvede at gennemsøge alle genstandene for at finde målgenstanden.

### Ærespriser
- 1979 - Society of Experimental Psychologists
- 1982 – Killam Senior Fellowship
- 1982 – James McKeen Cattell Sabbatical Award
- 1989 – Fellow of the Royal Society, London
- 1990 – Howard Crosby Warren Medal of the Society of Experimental Psychologists
- 1990 - Distinguished Scientific Contribution Award of the American Psychological Association
- 1992 - William James Fellow of the American Psychological Society
- 1994 - Foreign Associate, National Academy of Sciences
- 1999 - Member, National Academy of Sciences
- 2004 - DSc, Honoris Causa, University of British Columbia
- 2005 - Elected to American Philosophical Society
- 2006 - DSc, Honoris Causa, University College, London
- 2008 - George Miller Prize from Cognitive Neuroscience Society
- 2009 - Grawemeyer Award in Psychology
- 2009 – Elected to British Academy
- 2011 - Governing Council of National Academy of Sciences
- 2013 - National Medal of Science, USA
- 2013 - Wiley Prize for Psychology, British Academy[3]

## Udvalgte udgivelser
- Treisman, A. (1960). Contextual cues in selective listening. Quarterly Journal of Experimental Psychology.
- Treisman, A. (1964). Verbal cues, language, and meaning in selective attention. American Journal of Psychology.
- Treisman, A., &. Geffen, G. (1967). Selective attention: Perception or response? Quarterly Journal of Experimental Psychology.
- Treisman, A. (1969). Strategies and models of selective attention. Psychological Review.
- Treisman, A., & Gelade, G. (1980). A feature-integration theory of attention. Cognitive Psychology.
- Treisman, A. (1982). Perceptual grouping and attention in visual-search for features and for objects. Journal of Experimental Psychology: Human Perception and Performance.
- Treisman, A. (1986). Features and objects in visual processing. Scientific American.
- Treisman, A., & Sato, S. (1990). Conjunction search revisited. Journal of Experimental Psychology: Human Perception and Performance.